# Wilhelm I. (Oranien)

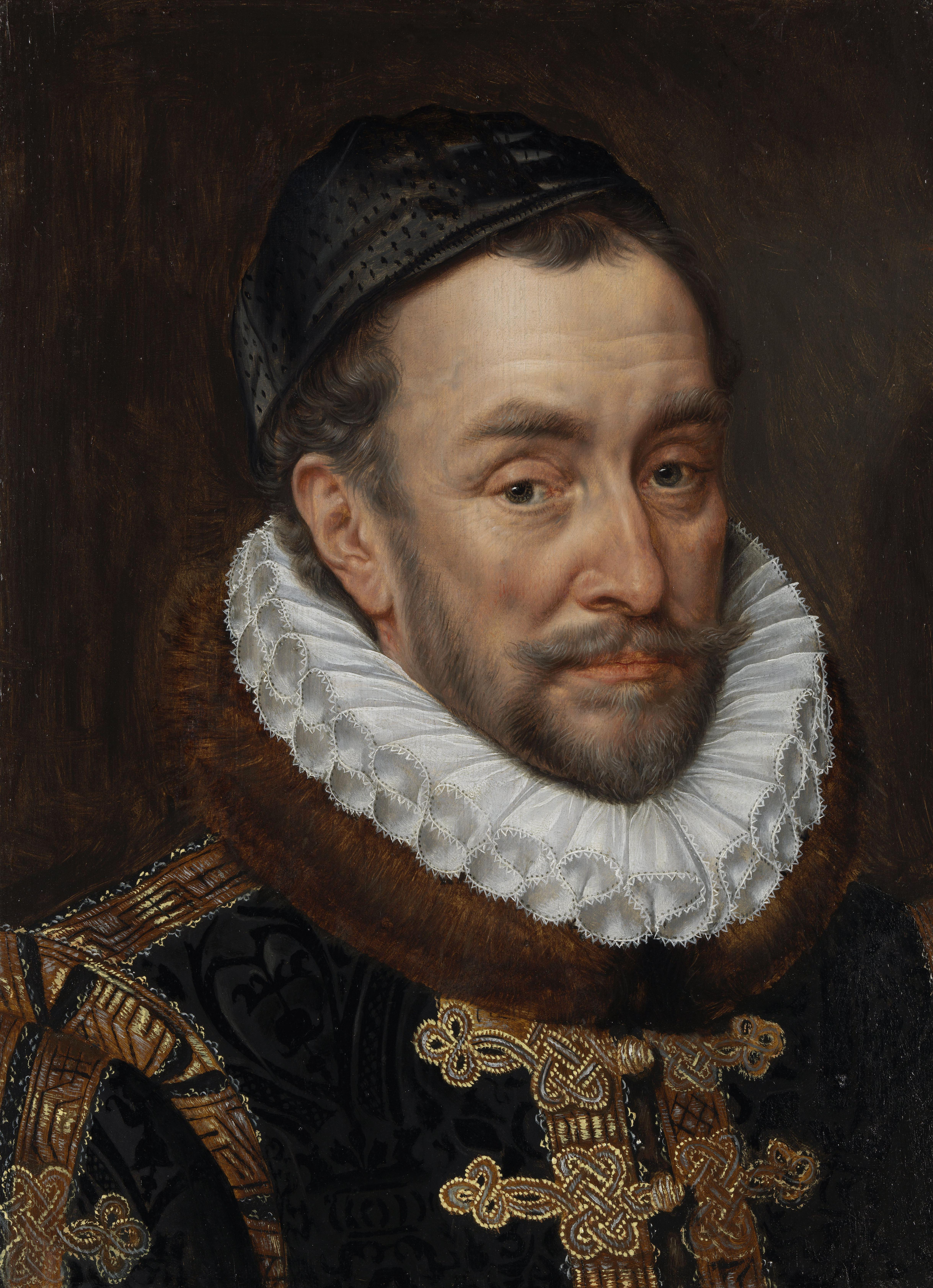
Wilhelm I., Gemälde von Adriaen Thomasz. Key, um 1579

Wilhelm I. (* 24. April 1533 in Dillenburg; † 10. Juli 1584 in Delft), Fürst von Oranien, Graf von Nassau-Dillenburg, genannt Wilhelm der Schweiger, volkstümlich Wilhelm von Oranien (niederländisch Willem de Zwijger bzw. Willem van Oranje), war ein niederländischer Staatsmann und Feldherr. Seine Erfolge im Niederländischen Aufstand und im Achtzigjährigen Krieg, die zur Befreiung von der spanischen Fremdherrschaft und zur Unabhängigkeit der nördlichen Provinzen der Niederlande (Republik der Sieben Vereinigten Provinzen) führten, brachten ihm den Ehrentitel „Vater des Vaterlandes“ ein.

## Leben und Wirken

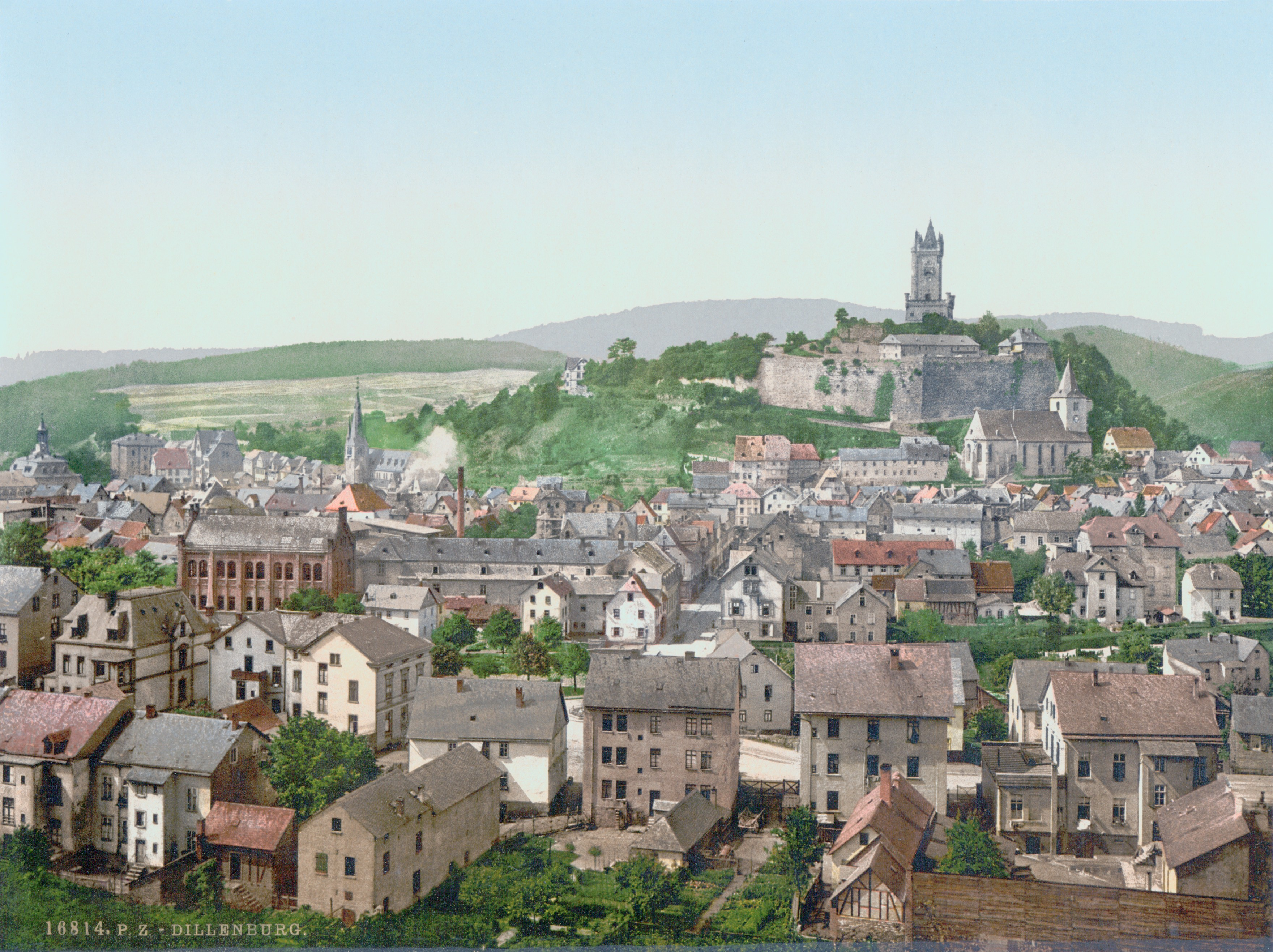
Dillenburg mit Schlossberg und Wilhelmsturm, um 1900

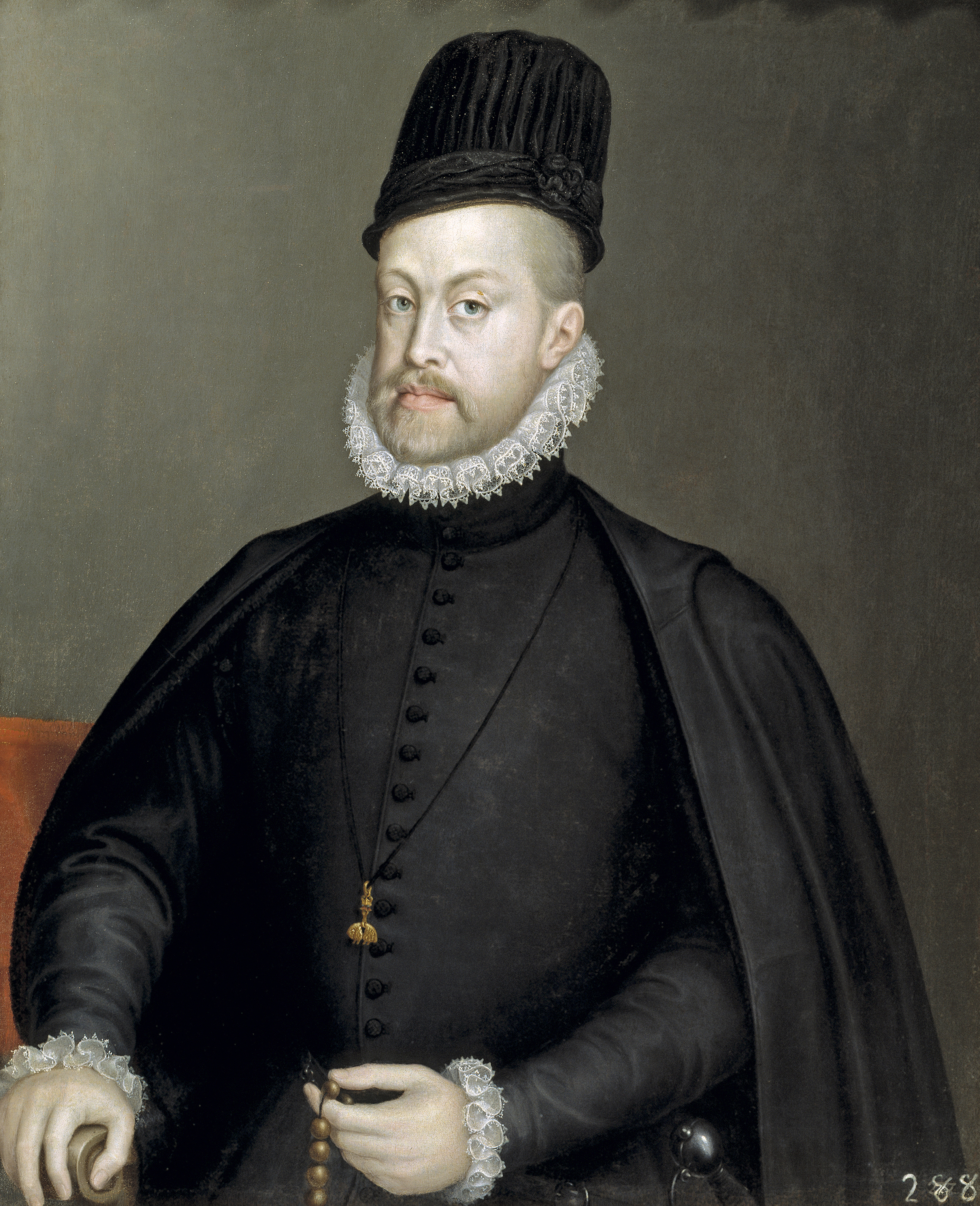
Philipp II. von Spanien, Gemälde von Sofonisba Anguissola, 1573

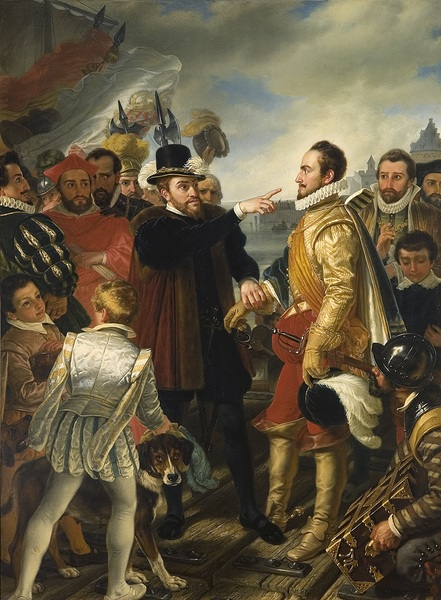
Philipp II. von Spanien beschuldigt Wilhelm I. von Oranien, Gemälde von Cornelis Kruseman, 1832

Historische Prinzenflagge

Karte der Republik der Sieben Vereinigten Niederlande

### Herkunft und Jugend
Wilhelm von Nassau-Dillenburg wurde am 24. April 1533 in Dillenburg, Residenzstadt der Grafschaft Nassau-Dillenburg, als Sohn von Wilhelm von Nassau und Juliana zu Stolberg geboren. Sein Vetter, Renatus (René) von Nassau, Fürst von Oranien, starb am 18. Juli 1544 während eines Feldzuges in der Champagne. Noch vor der Schlacht hatte René, da er ohne männlichen Nachkommen war, seinen Cousin Wilhelm als Erben eingesetzt. Kaiser Karl V. machte seine Zustimmung zu der Erbfolge allerdings von der Bedingung abhängig, dass Wilhelm am kaiserlichen Hof katholisch erzogen würde.
Mit seinem Erbe, dem Fürstentum Oranien, sowie mit Besitzungen, die fast ein Viertel von Brabant, der Franche-Comté, der Dauphiné und der Grafschaft Charolais ausmachten, wurde Wilhelm zu einem der am reichsten begüterten niederländischen Hochadeligen. Wilhelm besaß in Breda eine der schönsten Burgen nördlich der Alpen und der Nassauer Hof in Brüssel war weit über die Landesgrenzen hinaus berühmt. Trotz seiner umfangreichen niederländischen Besitzungen und des späteren Ehrentitels „Vater des Vaterlandes“ sprach Wilhelm von Oranien die niederländische Sprache nicht perfekt. Seine Muttersprache war Deutsch; auch das Französische, die Sprache des Hochadels, beherrschte er.
Am kaiserlichen Hof in Brüssel wuchs Wilhelm zu einem der engsten Vertrauten Karls V. heran. Empfing der Kaiser ausländische Gesandte, so hatte allein Wilhelm das Privileg, anwesend zu bleiben. Als Karl V. am 25. Oktober 1555 seinem Sohn Philipp die Herrschaft über die Niederlande übertrug, stützte er sich beim Einzug in den Thronsaal auf Wilhelms Schulter, eine Geste mit Symbolcharakter. Nach Karls Abdankung als Kaiser 1556 erhielt Wilhelm die Aufgabe, die Reichskleinodien nach Frankfurt zu bringen.
Diese Anerkennung rührte von den Erfolgen Wilhelms im fünften Krieg Karls gegen Frankreich her. Der junge Oranier wurde zum Oberbefehlshaber der Maas-Armee ernannt und trug einige bedeutende Siege davon. Im Zuge dessen wurde er in den Orden der Ritter vom Goldenen Vlies aufgenommen, einen elitären Kreis ranghoher Adliger, welche dem Regenten besonders nahe standen. In dieser Zeit zeigte sich zwar schon die persönliche Abneigung Wilhelms gegen Philipp II., jedoch stellte er seine Pflichten gegenüber dem Lehnsherren über persönliche Gefühle.

### Aufstieg zum Statthalter
Am 8. Juli 1551 heiratete Wilhelm Anna von Egmond (* 1533; † 24. März 1558), Erbtochter des Grafen von Büren. Der Ehe entstammten drei Kinder, von denen zwei das Erwachsenenalter erreichten. Unter Karls Sohn Philipp II. von Spanien wurde Wilhelm 1559 Statthalter des Königs in den Grafschaften Holland, Zeeland und Utrecht, während Philipp gleichzeitig seine Halbschwester Margarethe von Parma zur Statthalterin der übrigen niederländischen Provinzen ernannte. Als Statthalter war Wilhelm Befehlshaber der Truppen in den genannten Provinzen und verantwortlich für die Wahrung der Ordnung sowie für den Schutz des königlichen Besitzes und der kirchlichen Stellung. Außerdem konnte er die Provinzialstände einberufen und die Auswahl städtischer Amtsträger beeinflussen. Über sein Handeln hatte er regelmäßig am Hof in Brüssel Bericht zu erstatten, konnte dort aber auch beratend tätig sein.
Nach dem frühen Tod seiner ersten Frau 1558 heiratete Wilhelm 1561 Anna von Sachsen (1544–1577), die als Tochter des Kurfürsten Moritz von Sachsen aus einer protestantischen und habsburgfeindlichen Familie stammte. Mit dieser Heirat wollte er sich den Rückhalt der protestantischen Fürsten sichern. Dabei zeigte sich zum ersten Mal Wilhelms diplomatisches Geschick, das ihm häufig als Opportunismus ausgelegt wird: Gegenüber Philipp II. bezeugte er, dass Anna bereit sei, zum Katholizismus überzutreten, während er seinen zukünftigen Schwiegereltern vor der Hochzeit versicherte, insgeheim Protestant zu sein. Der Ehe entstammten sechs Kinder, von denen vier das Erwachsenenalter erreichten.

### Wandel zum Gegner Philipps II.
Im Jahr 1566 fand der Beeldenstorm (Bildersturm) statt, bei dem sowohl in Flandern wie in den nördlichen Provinzen der Niederlande Kirchen von Protestanten gestürmt und alle Heiligenfiguren, die sie fanden, zerstört wurden. Diese Aktion begründeten sie mit dem Verbot von Gottesbildern in den Zehn Geboten. Sie war der äußere Anlass für den Beginn des Achtzigjährigen Krieges mit Spanien zwei Jahre später.
Um die Rebellion niederzuschlagen, entsandte Philipp II. 1567 eine Armee unter dem Herzog von Alba in die Niederlande, der sogleich ein Schreckensregiment errichtete und die Protestanten unnachsichtig verfolgte. Wilhelm mochte sich deshalb nicht auf die Seite des Königs stellen. Da er aufgrund dieser Entscheidung um seine Sicherheit fürchten musste, floh er zurück nach Dillenburg, wobei er alles Hab und Gut, das zu Geld gemacht werden konnte, mitnahm. Seinen Sohn aus erster Ehe, Philipp Wilhelm, ließ er an der Universität Löwen zurück, da dieser dort durch die Universitätsprivilegien geschützt schien. Doch der Herzog von Alba entführte Philipp Wilhelm später als Geisel nach Spanien, dieser hat seinen Vater nie wiedergesehen.
Wilhelms Freunde und Mitanführer der Opposition, die Grafen von Egmont und Hoorn, blieben im Land. Beide wurden von Alba zu Gesprächen geladen, jedoch nach ihrer Ankunft gefangen genommen und enthauptet. Dies führte jedoch nicht zu einer Abschwächung der Revolte, sondern verstärkte den bereits vorhandenen revolutionären Geist der niederländischen Bevölkerung nur noch mehr. Der Blutrat beschuldigte den Oranier, ebenso wie er es zuvor mit Egmont und Hoorn getan hatte, des Hochverrats und konfiszierte dessen Güter Anfang 1568; darunter das Kastell in Breda, das 1544 durch Erbschaft an ihn übergegangen und für einige Jahre sein Wohnsitz gewesen war. Damit hatte Wilhelm – vorübergehend – den Stammsitz des Hauses Oranien-Nassau in den Niederlanden verloren.

### Niederländischer Unabhängigkeitskrieg
Nachdem Wilhelm von Oranien am 14. April 1568 eine holländische Bittgesandtschaft im Dillenburger Schloss empfangen hatte, sammelte er Truppen, um gegen Alba im April 1568 in der Schlacht bei Dahlen zu Felde zu ziehen. 1568 starb sein Bruder Adolf (1540–1568) bei dem Versuch einer weiteren Invasion im äußersten Norden des Landes in der Schlacht von Heiligerlee. Wilhelm, der zahlungsunfähig war, suchte vergeblich Hilfe bei den deutschen Lutheranern. Elisabeth I. von England verweigerte ihm ebenfalls ihre Hilfe. Die französischen Hugenotten versprachen zwar Unterstützung, waren aber nach der Bartholomäusnacht (1572), als 8.000 Hugenotten auf Veranlassung des französischen Königs ermordet wurden, nicht mehr dazu in der Lage. Am 1. April 1572 übernahm eine Gruppe Adliger um Wilhelm II. von der Mark und Willem Bloys van Treslong und Lenaert Jansz de Graeff, genannt die Geuzen (Bettler), die Stadt Den Briel, heute Brielle, und erklärten sich selbst zu „Prinzen“. Der Name Geuzen sollte damals abfällig wirken, wurde jedoch schon bald von den Aufständischen zu ihrem Propagandawerkzeug gemacht. Schon bald breitete sich der Aufstand über große Teile von Holland und Zeeland aus.
1572 zog Wilhelm selbst, ausgehend von der Ginsburg in der Nähe von Hilchenbach, mit einem Heer, das in den nassauischen Stammlanden ausgehoben worden war, über Freudenberg zur Befreiung der Niederlande aus. Im selben Jahr verlegte Wilhelm seine Residenz nach Delft, da sich Breda immer noch in den Händen der Spanier befand. Delft dagegen hatte sich auf die Seite der Aufständischen geschlagen und schien als befestigte Stadt genügend Sicherheit zu bieten, so dass sich auch die Familie des Oraniers hierherbegab.
Viele Jahre blutiger Kämpfe folgten. Stadt um Stadt wurde von Alba belagert und eingenommen. In den Kämpfen für die Freiheit der Niederlande fielen in der Schlacht auf der Mooker Heide am 14. April 1574 die beiden Brüder Wilhelms, Ludwig und Heinrich. Sein Bruder Johann entging demselben Schicksal nur, weil er sich auf dem Weg nach Köln befand, um Soldgelder für die Landsknechte zu besorgen. Nach längerer Bedenkzeit trat Wilhelm 1573 zum calvinistischen Glauben über, bereits sein zweiter Konfessionswechsel. 1571 wurde die Ehe mit Anna von Sachsen aufgelöst. Aus der 1575 geschlossenen Ehe mit Charlotte von Bourbon-Montpensier († 1582) stammten sechs Töchter.
Als Philipp II. 1576 seine Söldner nicht mehr bezahlen konnte, fanden überall Meutereien und Plünderungen statt. Am 8. November kam es schließlich zur „Genter Pazifikation“, dem Zusammenschluss aller niederländischen Provinzen gegen die Spanier. Obwohl dies ein Akt des Widerstandes aller siebzehn Provinzen war, hielt die Einheit nicht lange. Wilhelm erhielt Breda zurück, blieb aber in Delft, da bei Breda die Grenze zwischen dem protestantischen Norden und dem katholischen Süden verlief und die Stadt somit kein sicherer Ort war. 1579 zerfiel dann auch die Union in eine nördliche, protestantische, genannt die „Utrechter Union“, und eine südliche, hauptsächlich katholische Union von Arras. Am 15. März 1580 wurde Wilhelm von Philipp II. geächtet; ein Jahr später eroberten die Spanier Breda zurück.
Im Jahr 1581 erklärten die nördlichen Sieben Provinzen in der Akte van Verlatinghe ihre formelle Unabhängigkeit von Spanien und wurden zur Republik, der Posten des Statthalters wurde Wilhelm angetragen. Philipp II. setzte daraufhin ein hohes Kopfgeld auf Wilhelm aus.

### Mordanschläge und Tod

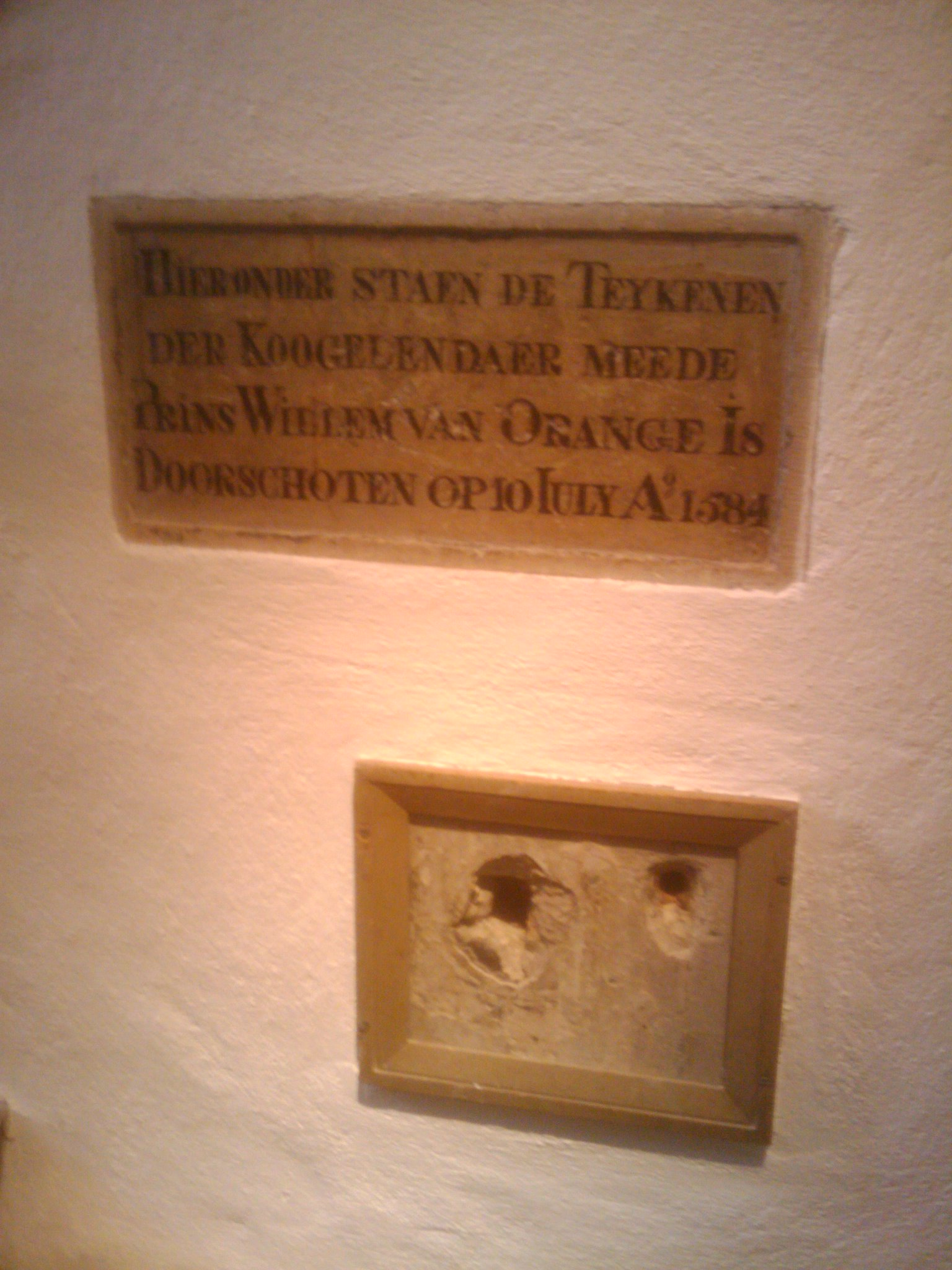
Einschusslöcher an der Mordstelle im Prinzenhof zu Delft

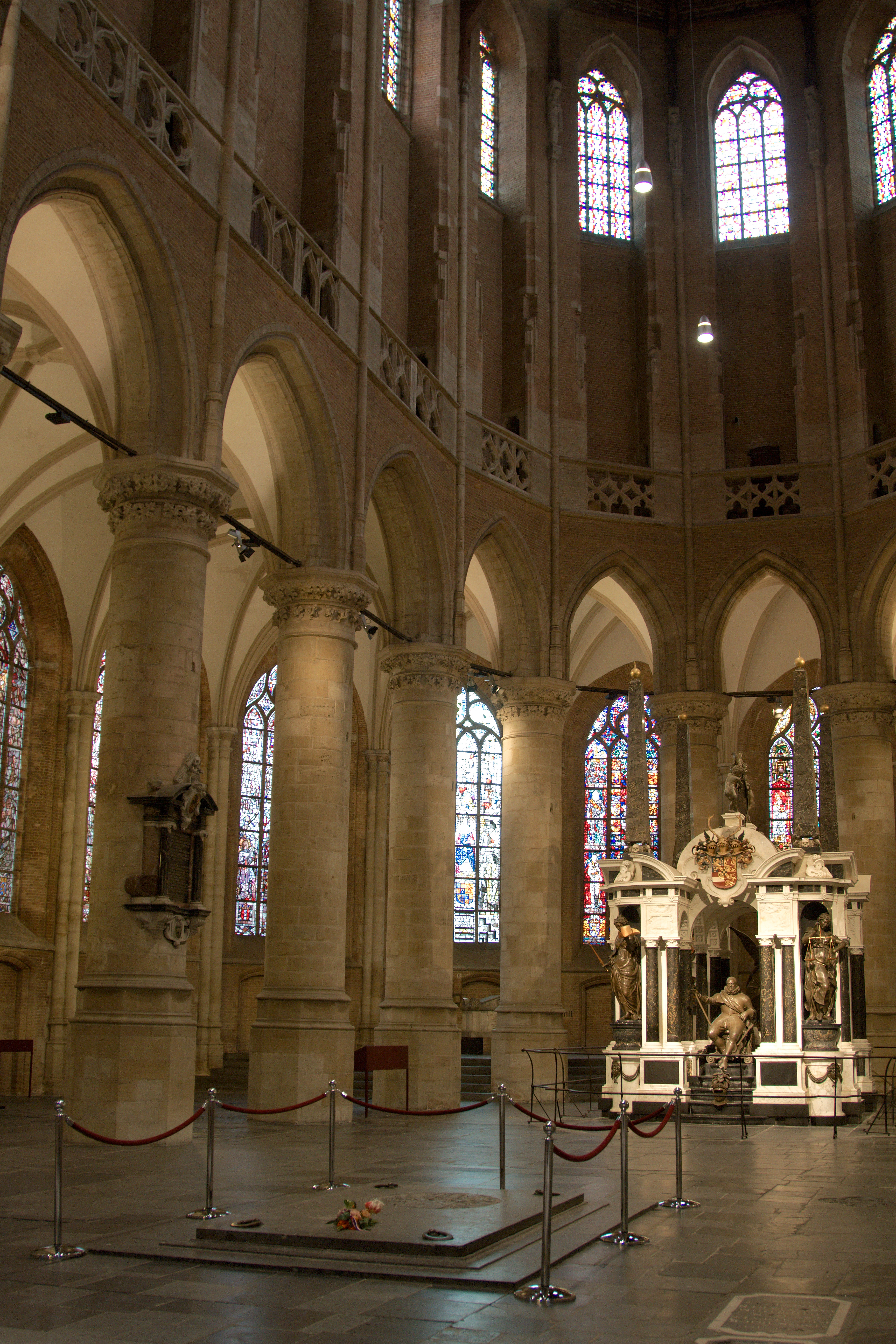
Grabdenkmal Wilhelms I. in der Neuen Kirche zu Delft

Von einem ersten Attentat am 18. März 1582 durch den Biskayer Jean Jaureguy (1562–1582) konnte Wilhelm sich erholen. Nach seiner Genesung und dem Tod seiner Frau Charlotte heiratete er 1583 seine vierte Frau Louise de Coligny, die hugenottischer Herkunft war. Sie bekamen im Januar 1584 einen Sohn, Friedrich Heinrich von Oranien-Nassau, der später selbst Statthalter wurde. Am 10. Juli 1584 wurde Wilhelm in seiner Delfter Residenz von dem Katholiken und glühenden Parteigänger Philipps Balthasar Gérard ermordet.
Wilhelm wurde in einem Grabkeller der Neuen Kirche in Delft bestattet. Die zunächst schlicht gehaltene Grabstätte wurde auf Veranlassung seiner Witwe von 1614 bis 1623 vom Bildhauer Hendrick de Keyser und dessen Sohn zu einem prunkvollen Monument ausgebaut. Fast alle weiteren Mitglieder des Hauses Oranien-Nassau wurden danach auch in dieser Kirche beigesetzt.

### Wilhelms Toleranzpolitik
Wilhelm von Oraniens mehrfache Konfessionswechsel und unterschiedliche Glaubensbekundungen sind differenziert zu sehen. Er verstand sich durchaus als frommer und gläubiger Christ, doch die Spaltung des Christentums durch die zunehmende Konfessionalisierung war ihm ein Dorn im Auge. Seiner Ansicht nach war jeder Mensch frei, sich einer Glaubensrichtung anzuschließen. Er stellte Frieden und Toleranz über dogmatische Auseinandersetzungen. So war sein klares Ziel zwar ein feudaler Ständestaat, trotzdem schloss er sich zwischenzeitlich mit dem calvinistischen Bürgertum als einzigem Partner zusammen.
Neuere Arbeiten haben auch gezeigt, dass die Unterschiede der Konfessionen Mitte des 16. Jahrhunderts von vielen Zeitgenossen im Adel als nicht so scharf empfunden wurden, wie es später scheinen mochte.
Auch ist zu erwähnen, dass Wilhelm seinen Widerstand zunächst als Dienst an seinem Herrscher und später zumindest an seinem Vaterland sah. Selbst in der Zeit des Schreckensregimes des Herzogs von Alba und seines „Blutgerichts“ hielt Wilhelm an Philipp II. fest und beschuldigte dessen Berater und seine Untergebenen, aber nicht den König selbst. So schrieb er nach dem Eintreffen des Kardinals Granvelle in den Niederlanden gemeinsam mit den Grafen Egmont und Hoorn einen Brief an Philipp, in dem sie die Absetzung Granvelles forderten. Andernfalls würden sie aus dem Staatsrat austreten. Diese Drohung der führenden niederländischen Fürsten hatte zu diesem Zeitpunkt ein großes Gewicht, sodass Granvelle sich kurze Zeit später gezwungen sah, zurückzutreten, und die drei Grafen ihren Dienst wieder aufnahmen.
Der Historiker Christoph Driessen beschreibt Wilhelm von Oranien als Übergangsfigur vom Mittelalter zur Neuzeit: „In mancherlei Hinsicht war Wilhelm noch ein Vertreter des Mittelalters, der jede Einschränkung seiner althergebrachten Vorrechte als Kampfansage betrachtete.“ Erst nach und nach sei die Verfolgung seiner persönlichen dynastischen Interessen mit der Sache der nach Unabhängigkeit strebenden Vereinigten Provinzen zusammengefallen. „Was modern erscheint und seine Persönlichkeit bis heute anziehend macht, ist seine große Toleranz in Glaubensfragen.“ Deshalb sei er einer der wenigen Nationalhelden, die auch heute noch inspirieren könnten.

## Ehrungen

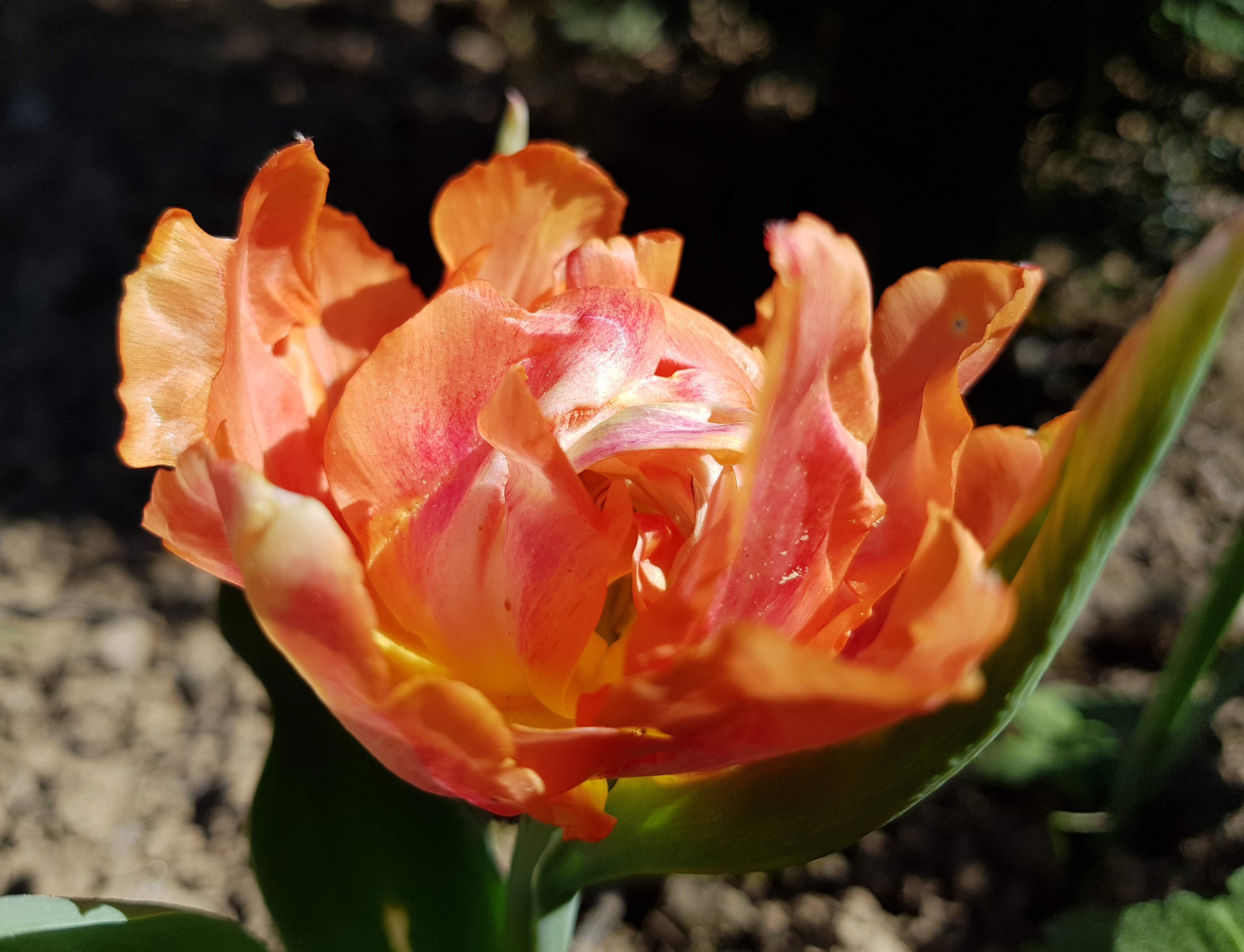
Tulpe ‘Willem van Oranje’

In den Niederlanden wird Wilhelm bis heute als „Vater des Vaterlandes“ verehrt. Sein Name wurde in dem Lied Het Wilhelmus verewigt, das am 10. Mai 1932 zur niederländischen Nationalhymne erklärt wurde.
Ihm zu Ehren wurde der Wilhelmsturm in der hessischen Oranienstadt Dillenburg erbaut. Denkmäler für Wilhelm wurden unter anderem in Berlin (auf der Schlossterrasse), Den Haag (vor dem Paleis Noordeinde und auf dem Plein), Dillenburg (auf dem Schloßberg), Genf (am Reformationsdenkmal) und Wiesbaden (vor der Marktkirche) errichtet. Zahlreiche Institutionen, Straßen und eine orangefarbene Tulpe wurden nach ihm benannt.
Johann Wolfgang von Goethe baute Wilhelm von Oranien 1788 als eine der wichtigsten Nebenfiguren in sein Freiheitsdrama Egmont ein und zeichnete seine Persönlichkeit dort durchaus treffend nach.
Die Evangelische Kirche in Deutschland ehrt Wilhelm I. am 10. Juli mit einem Gedenktag im Evangelischen Namenkalender.
1934 wurde das Leben Wilhelms verfilmt von Jan Teunissen unter dem Titel Willem de Zwijger mit Cor van der Lugt Melsert in der Titelrolle. 1983 drehte Walter van der Kamp die Fernsehserie Willem van Oranje mit Jeroen Krabbé in der Titelrolle. 2004 wurde ein Musical um Wilhelm mit dem Titel Der Prinz aus Dillenburg vor dem Wilhelmsturm in Dillenburg uraufgeführt.
Die Pflanzengattung Arausiaca Blume 1836 aus der Familie der Palmen (Arecaceae) ehrt Wilhelm I. von Oranien und seinen Sohn Moritz von Oranien, deren Familie nach dem Fürstentum bzw. der Stadt Orange (lateinisch Arausica) im heutigen Südfrankreich benannt ist.

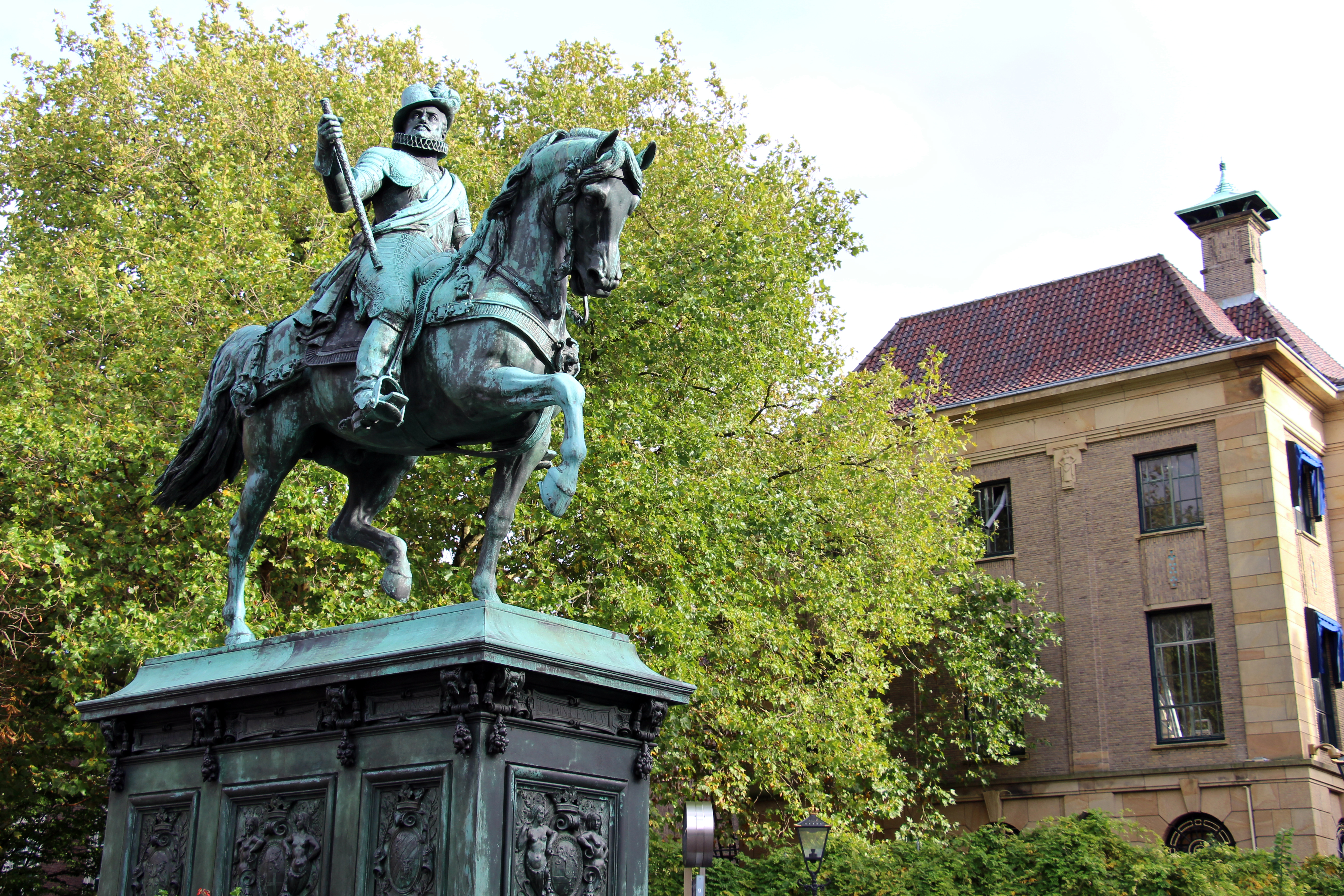
Reiterstandbild in Den Haag
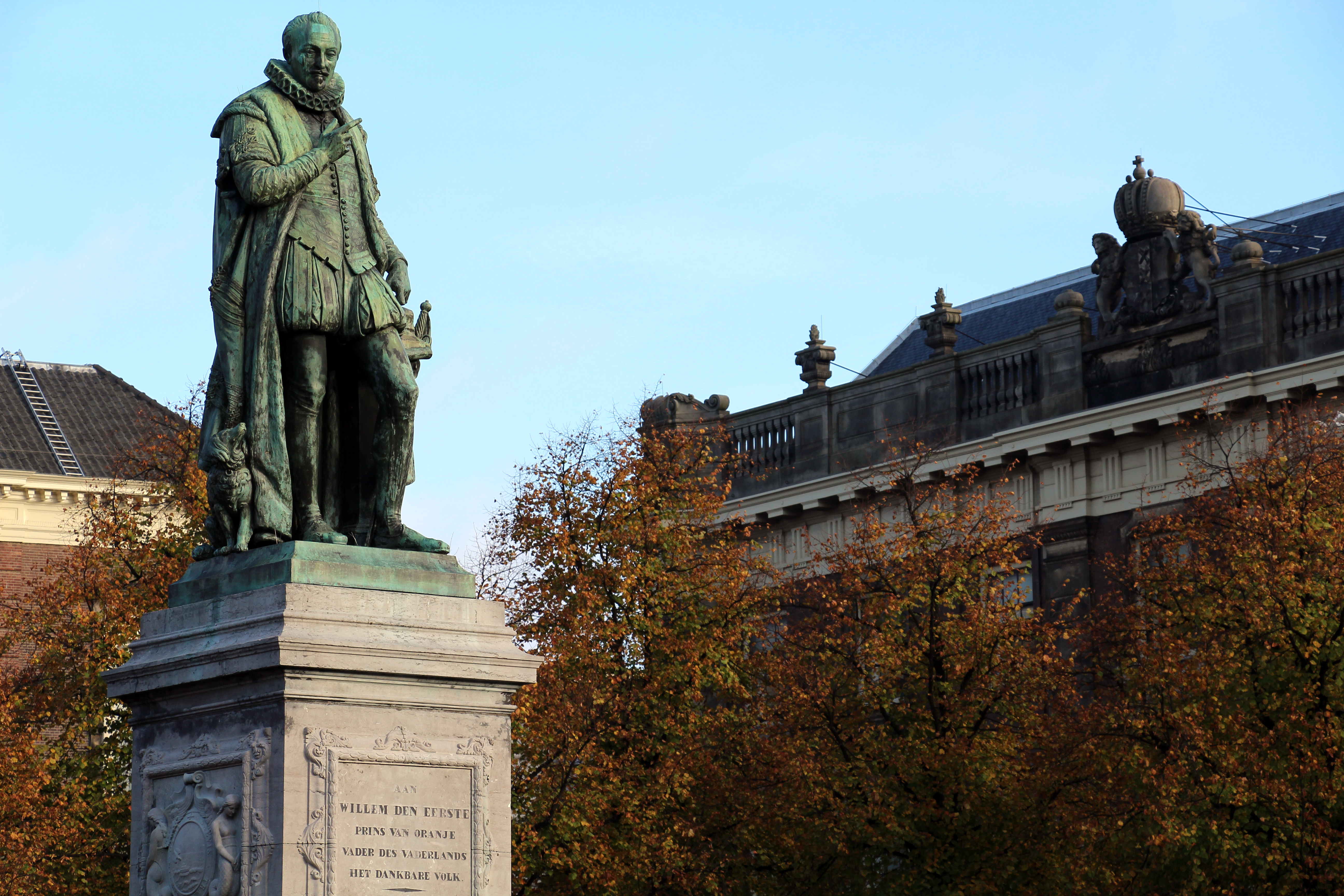
Standbild in Den Haag
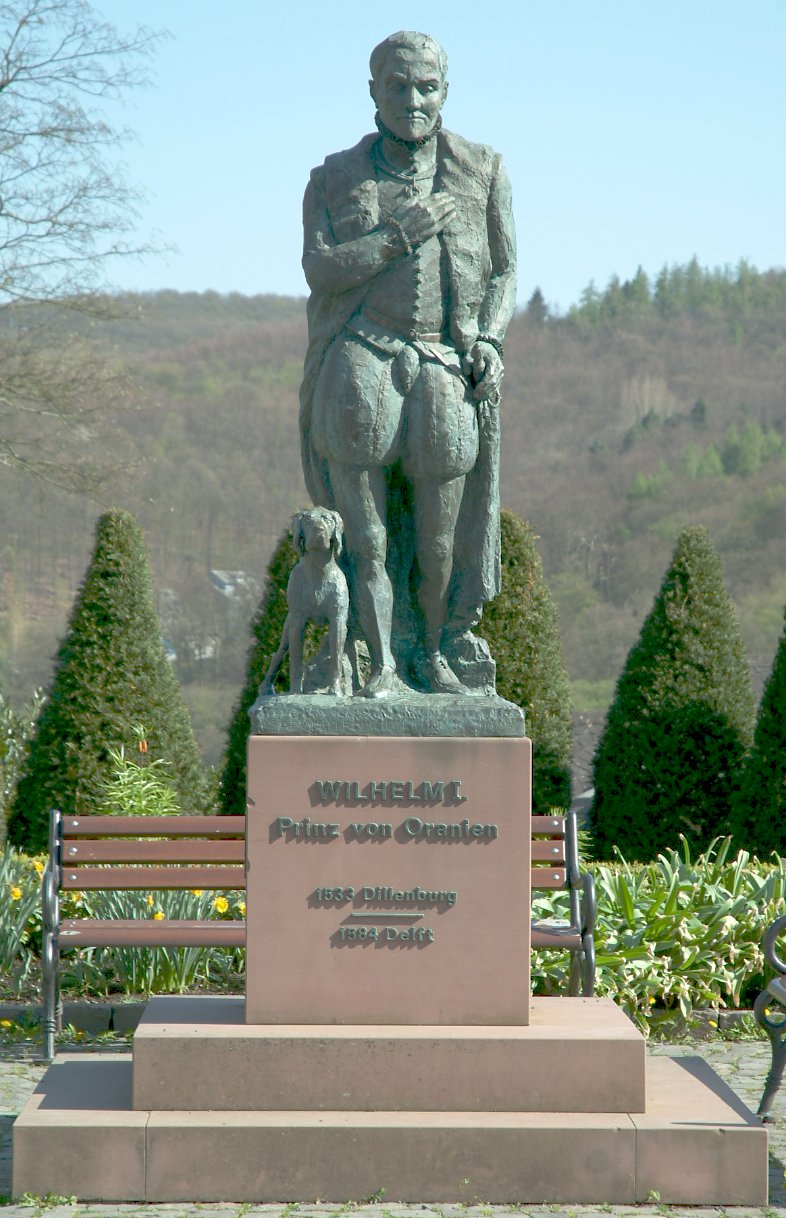
Statue in Dillenburg
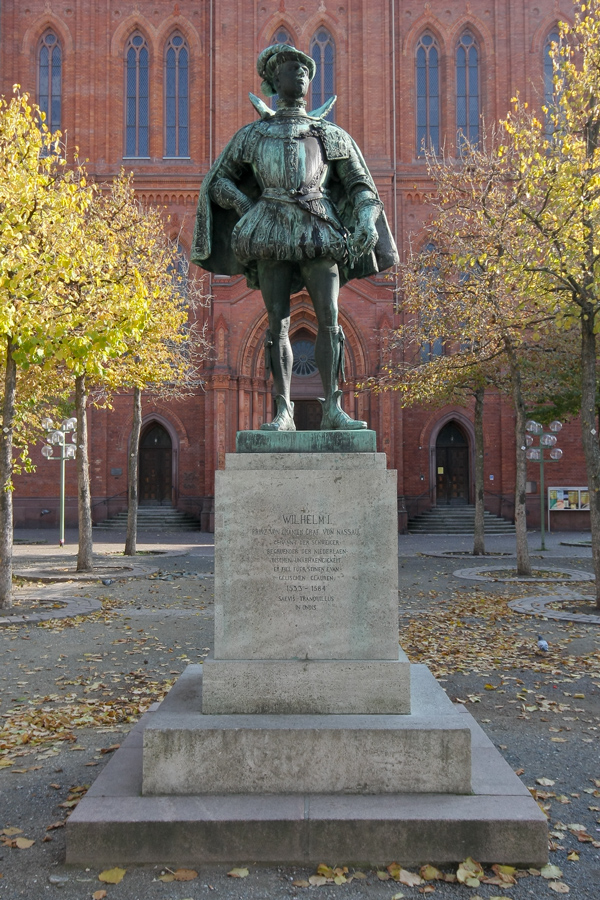
Statue in Wiesbaden (Kopie der Statue in Berlin)
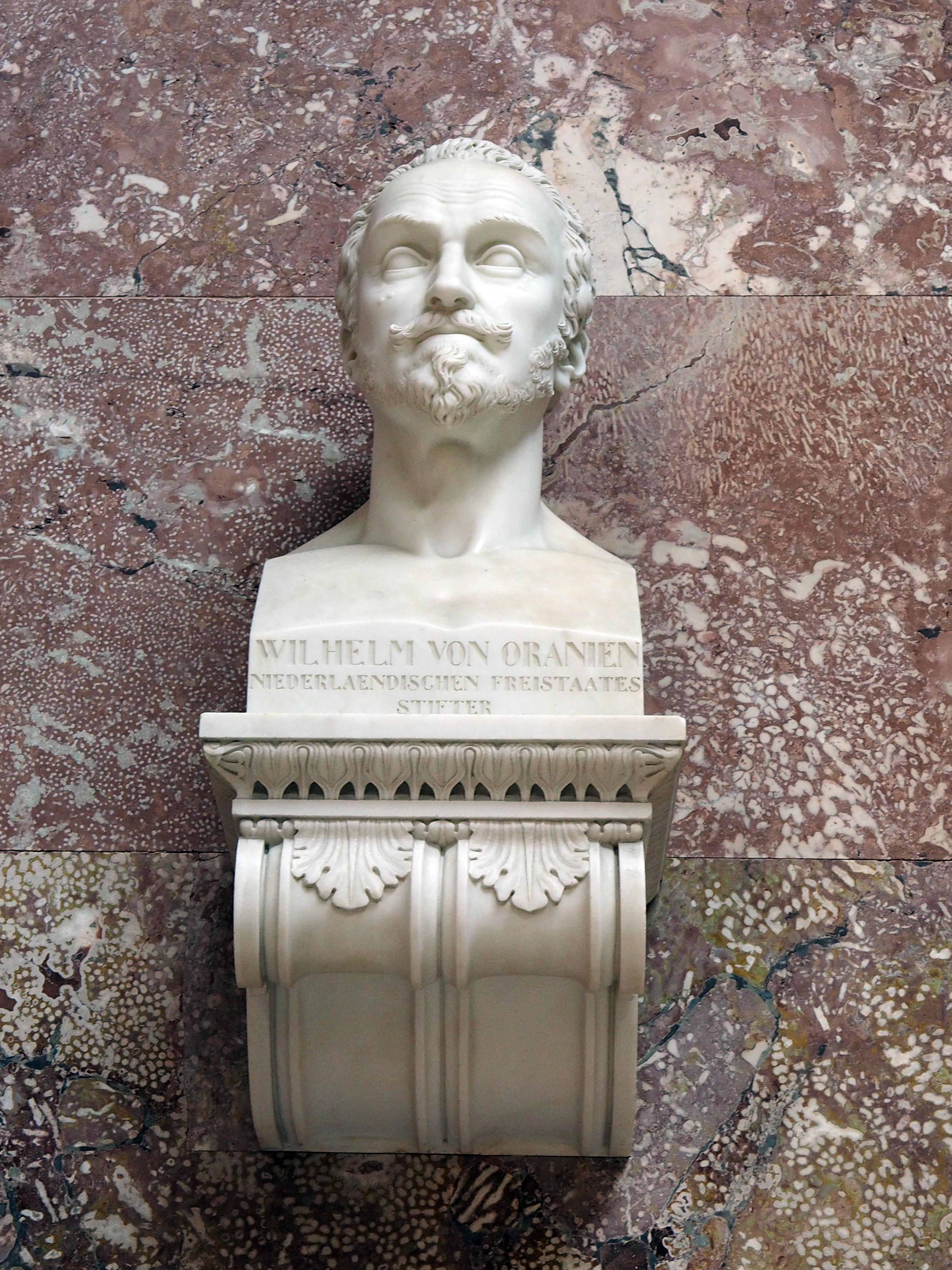
Büste in der Walhalla

## Ehen und Nachkommen

Wappen Wilhelms I.

Erste Ehe: Am 8. Juli 1551 heiratete Wilhelm Anna von Egmond (* 1533; † 24. März 1558), Erbtochter des Grafen von Büren.
- Maria (* 1553; † 1555)
- Philipp Wilhelm (* 19. Dezember 1554; † 20. Februar 1618), 1584 (1609) Fürst von Oranien
- Maria (* 7. Februar 1556; † 10. Oktober 1616) ⚭ Graf Philipp von Hohenlohe-Neuenstein (* 1550; † 1606), Sohn von Graf Ludwig Casimir

Zweite Ehe: Am 24. August 1561 heiratete er Anna von Sachsen (* 1544; † 1577), geschieden 1571.
- Anna (* 31. Oktober 1562; † wenige Tage später)
- Anna (* 1563; † 1588) ⚭ Graf Wilhelm Ludwig von Nassau-Dillenburg (* 1560; † 1620), Sohn von Johann VI. von Nassau-Dillenburg, Bruder Wilhelms I. von Oranien
- Moritz (* 8. Dezember 1564; † März 1566)
- Moritz (* 1567; † 1625), Statthalter der Niederlande, 1618 Fürst von Oranien
- Emilia (* 1569; † 1629) ⚭ Emanuel (I.) von Portugal (* 1568; † 1638)
- Christine von Diez, von Wilhelm I. von Oranien-Nassau nicht anerkannt (* 22. August 1571; † 1636/1637) ⚭ Johann Wilhelm von Welschenengst-Bernkott (* 1570; † 1636)

Dritte Ehe: Am 12. Juli 1575 heiratete er Charlotte von Bourbon-Montpensier (* 1546; † 1582).
- Luise Juliane (* 1576; † 1644) ⚭ 1593 Kurfürst Friedrich IV. von der Pfalz
- Elisabeth (* 1577; † 1642) ⚭ 1595 Henri de La Tour d’Auvergne, duc de Bouillon
- Katharina Belgica (* 1578; † 1648) ⚭ 1596 Graf Philipp Ludwig II. von Hanau-Münzenberg (* 1576; † 1612)
- Charlotte Flandrina (* 1579; † 1640), Äbtissin von Sainte-Croix in Poitiers
- Charlotte Brabantina (* 1580; † 1631) ⚭ Claude de La Trémoille, duc de Thouars (* 1566; † 1604)
- Emilia Secunda Antwerpiana (* 1581; † 1657) ⚭ Pfalzgraf Friedrich Kasimir von Zweibrücken-Landsberg (* 1585; † 1645)

Vierte Ehe: Am 12. April 1583 heiratete er als vierte Frau, Louise de Coligny (* 1555; † 1620).
- Friedrich Heinrich von Oranien-Nassau (* 1584; † 1647), Statthalter der Niederlande, 1625 Fürst von Oranien

Aus seiner Verbindung mit Eva Elinx:
- Justinus von Nassau (* 1559; † 1631) ⚭ Anna von Merode (* 1567; † 1634)